# پی‌اس ایورنا (۱۸۹۵)
پی‌اس ایورنا (۱۸۹۵) (به انگلیسی: PS Iverna (1895)) یک کشتی بود که طول آن ۲۵۵ فوت (۷۸ متر) بود. این کشتی در سال ۱۸۹۵ ساخته شد.